# Guerra dos Sexos
Guerra dos Sexos (titulada ¿Pelea o Amor? en Hispanoamérica)  es una telenovela brasileña producida por TV Globo que se estrenó el 1 de octubre de 2012, sustituyendo Encantadoras y reemplazando Laberintos del corazón.
Es un remake de la telenovela homônima escrita por Silvio de Abreu, con la colaboración de Daniel Ortiz, dirigida por Ary Coslov, Ana Paula Guimarães y Marcelo Zambelli, con la dirección general y de núcleo de Jorge Fernando.
Protagonizada por Irene Ravache y Tony Ramos, coprotagonizada por Glória Pires, Reynaldo Gianecchini, Eriberto Leão, Mariana Ximenes, Luana Piovani y Edson Celulari con participaciones antagónicas de Bianca Bin, Guilhermina Guinle, Mayana Moura y Thiago Rodrigues.

## Sinopsis
La trama gira en torno a la feroz competencia entre los hombres y mujeres del siglo XXI, ambientada en São Paulo , cuenta la historia de los primos Octavio II y Charlô II. Los primos terminan siendo obligados a dividir la fortuna de sus tíos , incluida la red de tiendas de Charlô's y el famoso Little Castle, sobre la base de los castillos europeos de construcción en la que Octavio y Charlô se establecieron.
La piel es que los dos tenían una pasión en la juventud, y que después de una pelea , se convierten en los enemigos de uno al otro. Mientras Charlô es una diversión, colorida y una mujer decidida, Octavio es un hombre machista extremadamente duro que cree que las mujeres no deben trabajar con los hombres. Charlô, a su vez, se convirtió tempranamente en madre adoptiva de Felipe. Hombre mujeriego, tener un romance oculto con Vanya, derecha Charlô y su compañero de trabajo en las tiendas de Charlô's, en la que los empleados del mismo sexo no pueden tener relación romántica. Felipe también recaba exesposas, lo cual es padre de Analu, una chica rebelde y malcriada que se involucra con Nando honesto, un hombre justo que trabaja como chofer de Octavio. Felipe es también el padre de Juliana, una mujer joven responsable y decidida como la abuela , llena de actitud , pero sin embargo, mantiene una relación extramatrimonial con Fabio , jugado el fotógrafo casado con Manuela , una mujer rica y elegante que sufre con sus celos por parte de su marido.
Otro paralelismo es el argumento de Roberta Leona. Inteligente , culta y moderna, Roberta se convierte en viuda millonaria Victorio Leona , diseñador principal de ropas Positano , y quién es la madre de Kiko , un empollón joven y torpe que sufre un desengaño con Analu , hija de Felipe . Con la repentina muerte de Víctor, Roberta tomó la silla de tienda , lo que enfurece a Octavio, medio socio de las acciones y la esperanza de impulsar la marca. Roberta para derrotar a Octavio cuenta con la ayuda de Veruska , secretario de Víctor, que está dispuesto a pasar información secreta a él. Roberta , sin embargo , cuenta con la ayuda de Charlô , haciendo su disputa con cada vez más intensa a Octavius porque este fallo Nando por su angustia con Analu . Roberta también vive en guerra con Felipe, pero a lo largo de la parcela que se enamora de ella.
Nieta es la hermana trabajadora y ambiciosa de Roberta . A diferencia de su hermana , es pobre y vive en un humilde pueblo de la Mooca barrio. Nieta siempre cobra por casarse pobres Dino , un hombre honesto que trabaja como accionista en las tiendas de Vitorio . Nieta y Dino son los padres de Carolina, una joven que finge ser dulce y amable , pero que en realidad es un demonio en busca de poder y riqueza , con el objetivo de casarse con un hombre rico y exitoso y por eso, ella elige a Fabio , resolución de destruir su matrimonio con Manuela . Mientras tanto , Carolina enoamora a Ulises, pendenciero , pero de buen corazón , que trabaja en las tiendas de Charlô's como cargador y siempre está a cargo de Carolina , que para él es un ángel. Carolina, sin embargo, está enamorada de Zenon , el hermano menor de Odiseo , que anhela ser luchador . Más tarde , Carolina se engancha con Felipe y se convierte en la principal rival de Vanya , puesto que asumió el cargo en tiendas Charlô's pero en la trama, aparece Nene , el hermano embaucador de Nieta y Roberta , quien al igual que su hermana , tiene como objetivo crecer en la vida y convertirse en una persona de éxito. Nene intentó varias profesiones, siempre sin éxito , vive de la pequeña y picos. A lo largo de la trama, se involucra con Veruska juntos van a ir en busca de la fortuna de Víctor .
Nando es el conductor de Octavian , es confidente, aliado y amigo del jefe, a pesar de no tener el mismo carácter y ser un poco ingenuo. Amigo vive en la casa de Ulises, y después de alguna confusión, se involucra con Analu , hija de Felipe . Pero Nando , es ciegamente enamorado de la hermana de Analu, la centrada Juliana . Con el tiempo , el conductor simplón se termina asociando con Roberta Leona, que le abre las puertas a una carrera exitosa de modelo a Nando , que incluso se involucra con el empresario, todavía pensando en su gran amor, Juliana .

## Reparto
| Actor                  | Personaje                                                     | Interpretado(a) en la versión original por |
| ---------------------- | ------------------------------------------------------------- | ------------------------------------------ |
| Irene Ravache          | Charlotte de Alcântara Pereira Barreto (Charlô II/Cumbuqueta) | Fernanda Montenegro                        |
| Tony Ramos             | Otávio de Alcântara Rodrigues e Silva (Otávio II/Bimbinho)    | Paulo Autran                               |
| Glória Pires           | Roberta Carneiro Leone                                        | Glória Menezes                             |
| Edson Celulari         | Felipe de Alcântara Pereira Barreto                           | Tarcísio Meira                             |
| Mariana Ximenes        | Juliana de Alcântara Pereira Barreto                          | Maitê Proença                              |
| Reynaldo Gianecchini   | Nando Cardoso                                                 | Mário Gomes                                |
| Luana Piovani          | Vânia Trabucco de Moraes                                      | Maria Zilda Bethlem                        |
| Eriberto Leão          | Ulisses da Silva                                              | José Mayer                                 |
| Bianca Bin             | Carolina Carneiro                                             | Lucélia Santos                             |
| Drica Moraes           | Antonieta "Nieta" Carneiro                                    | Yara Amaral                                |
| Fernando Eiras         | Dinorá "Dino" Carneiro                                        | Ary Fontoura                               |
| Mayana Moura           | Veruska Maldonado                                             | Sônia Clara                                |
| Daniel Boaventura      | Irineu Carneiro / Nenê Stallone                               | Hélio Souto                                |
| Paulo Rocha            | Fábio Marino                                                  | Herson Capri                               |
| Guilhermina Guinle     | Manuela Vasconcellos Marino                                   | Ada Chaseliov                              |
| Thiago Rodrigues       | Zenon da Silva                                                | Edson Celulari                             |
| Débora Olivieri        | Semíramis da Silva                                            | Leina Krespi                               |
| Marilu Bueno           | Olívia                                                        | Marilu Bueno                               |
| Thalita Lippi          | Lucilene Ramos                                                | Helena Ramos                               |
| Mariana Armellini      | Afrodite "Frô" da Silva                                       | Cristina Pereira                           |
| Raquel Bertami         | Ana Luísa "Analú" de Alcântara Pereira Barreto                | Ângela Figueiredo                          |
| Antônia Morais         | Isadora Novaes / Vicky Miller                                 | Terezinha Sodré                            |
| Jesus Luz              | Ronaldo Brandão                                               | Paulo César Grande                         |
| Johnny Massaro         | Carlos Henrique "Kiko" dos Santos Leone                       | Diogo Vilela                               |
| Jesuela Moro           | Maria Cecília "Cissa" Vasconcellos Marino                     | Tatiana Issa                               |
| Maria Carol            | Dalete                                                        | Ana Maria Magalhães                        |
| Ronnie Marruda         | Baltazar                                                      | Wilson Grey                                |
| Marcelo Barros         | Montanha Duncrezio                                            | Fernando José                              |
| Thaís Portinho         | Divina                                                        | Beth Waimberg                              |
| Hilda Rebello          | Dona Pepa (Tia do estacionamento)                             | Berta Loran                                |
| Maitê Proença          | Madonna                                                       | Aracy Balabanian                           |
| Emiliano Queiroz       | Tabelião                                                      | Nildo Parente                              |
| Alessandra Maestrini   | Alessandra do Lago                                            | Suely Franco                               |
| Carlos Alberto Ricceli | Vitório Leone                                                 | Carlos Zara                                |
| Cláudia Ohana          | Rihanna                                                       | Eva Wilma                                  |
| Giulia Gam             | Gisele                                                        | Susana Vieira                              |
| Jorge Fernando         | Wanderley                                                     | Camilo Bevilacqua                          |
| Letícia Sabatella      | Angelina                                                      | Irene Ravache                              |
| Julia Lemmertz         | Blanche Paes Leme                                             | Renata Sorrah                              |
| Malvino Salvador       | Rodrigo Ramírez                                               | Carlos Vereza                              |
| Regiane Alves          | Jennifer                                                      | Renée de Vielmond                          |
| Xuxa Meneghel          | Terezinha Romano                                              | Regina Casé                                |
| Rosamaria Murtinho     | Mirelle Darrieux                                              | Jacqueline Laurence                        |
| Fiuk                   | Daniel                                                        | Marcus Alvisi                              |
| Germano Pereira        | Demônio Ruivo                                                 | Jayme Periard                              |
| Ellen Rocche           | Marivalda                                                     | Tânia Scher                                |
| Grace Gianoukas        | Ludmila Petrovka                                              | Nélia Paula                                |
| Ricardo Pavão          | Diretor Positano Sport                                        | Henriqueta Brieba                          |
| Helena Fernandes       | Natália                                                       | Vera Giménez                               |
| Isio Ghelman           | Ary                                                           | Oswaldo Loureiro                           |
| João Bourbonnais       | Adelino                                                       | Mário Lago                                 |
| Junior Prata           | Doutor Clementino                                             | Cláudio Tovar                              |
| Ricardo Duque          | Celso                                                         | Francisco Dantas                           |
| Luísa Thiré            | Gertrudes Souza                                               | Beatriz Lyra                               |
| Márcio Machado         | Raposo                                                        | Manfredo Colassanti                        |
| Renata Celidônio       | Iracema                                                       | Rosita Thomaz Lopes                        |
| Ricardo Blat           | Moysés                                                        | Carlos Kroeber                             |
| Márcio Vito            | Agenor                                                        | Chaguinha                                  |
| Paulo Reis             | Giocondo Salgado                                              | Felipe Carone                              |

## Emisión
| Transmisiones                      | Transmisiones    | Transmisiones  | Transmisiones            | Transmisiones            | Transmisiones    | Transmisiones |
| País                               | Título           | Cadena(s)      | Primera Emisión          | Última Emisión           | Horario Semanal  | Hora          |
| ---------------------------------- | ---------------- | -------------- | ------------------------ | ------------------------ | ---------------- | ------------- |
| Bandera de Brasil                  | Guerra dos Sexos | Rede Globo     | 1 de octubre de 2012     | 26 de abril de 2013      | Lunes a Sábados  | 19:30         |
| Bandera de Portugal                | Guerra dos Sexos | Globo Portugal | 3 de marzo de 2013       | 13 de julio de 2013      | Lunes a Domingos | 20:00         |
| Bandera de Mozambique              | Guerra dos Sexos | STV            | 12 de febrero de 2014    | 12 de septiembre de 2014 | Lunes a sábado   | 19:00         |
| Bandera de El Salvador             | ¿Pelea o Amor?   | TCS Canal 4    | 10 de marzo de 2015      | 15 de octubre de 2015    | Lunes a viernes  | 18:00         |
| Bandera de la República Dominicana | ¿Pelea o Amor?   | Teleantillas   | 20 de abril de 2015      | 2 de octubre de 2015     | Lunes a viernes  | 14:00         |
| Bandera de Canadá                  | Guerra dos Sexos | OMNI           | 21 de septiembre de 2015 | 4 de marzo de 2016       | Lunes a viernes  | 16:00         |
| Bandera de Honduras                | ¿Pelea o amor?   | VTV            | 23 de noviembre de 2016  | 12 de mayo de 2017       | Lunes a viernes  | 21:00         |
| Bandera de Guatemala               | ¿Pelea o amor?   | Canal 3        | 16 de marzo de 2017      | 4 de septiembre de 2017  | Lunes a viernes  | 22:00         |
| Bandera de Paraguay                | ¿Pelea o amor?   | Paravisión     | 13 de junio de 2017      | 11 de diciembre de 2017  | Lunes a viernes  | 20:00         |
| Bandera de Nicaragua               | ¿Pelea o amor?   | Televicentro   | 10 de julio de 2017      | 25 de diciembre de 2017  | Lunes a viernes  | 20:00         |